# Provincia de la Pequeña Polonia
La provincia de la Pequeña Polonia (en polaco: Prowincja małopolska, en latín: Polonia Minor) fue una división administrativa de la Corona del Reino de Polonia desde 1569 hasta 1795 y la provincia más grande de la Mancomunidad polaco-lituana. El nombre de la provincia proviene de la tierra histórica de la Pequeña Polonia. El nombre de la provincia no implicaba su tamaño, sino su antigüedad.
Tenía dos asientos administrativos, uno Sudova Vyshnia para tierras rutenas y otro Nowe Miasto Korczyn para tierras de Polonia. La provincia constaba de 11 voivodados y un ducado (ver más abajo).
El historiador polaco Henryk Wisner en su libro de 2002 Rzeczpospolita Wazów. Czasy Zygmunta III i Władysława IV escribe que no se sabe cuándo se dividieron las tierras de la Corona polaca en dos provincias:

Paralelamente a la Corona del Reino de Polonia, y al Gran Ducado de Lituania, existían provincias, que deberían llamarse provincias del Sejm, ya que se hicieron visibles durante sus sesiones; principalmente durante la elección del Mariscal del Sejm, y la elección real . Estas fueron las provincias de Lituania, la Gran Polonia y la Pequeña Polonia. El primero cubría el Gran Ducado de Lituania, los dos restantes se hicieron artificialmente y no se sabe quién y de qué manera los creó. Sabemos que el Sejm no participó en la creación de estas provincias.

Zygmunt Gloger en su libro Geografía histórica de las tierras de la Antigua Polonia (1900) proporciona esta descripción de la provincia de la Pequeña Polonia:

La Pequeña Polonia propiamente dicha estaba formada por tres voivodatos: los de Cracovia, Sandomierz y Lublin, más el ducado de Siewierz, comprado en el siglo XV por el obispo de Cracovia Zbigniew Olesnicki. Además, a la Pequeña Polonia pertenecían trece ciudades de Spiš, ubicadas detrás de los Cárpatos. En total, la Pequeña Polonia tenía un área de 1.046 millas cuadradas, que era 6 millas cuadradas menos que la Gran Polonia. A mediados del siglo XVI, los tres voivodados de la Pequeña Polonia (sin Siewierz y Spis) tenían 922 parroquias católicas romanas, 205 ciudades y 5500 aldeas.

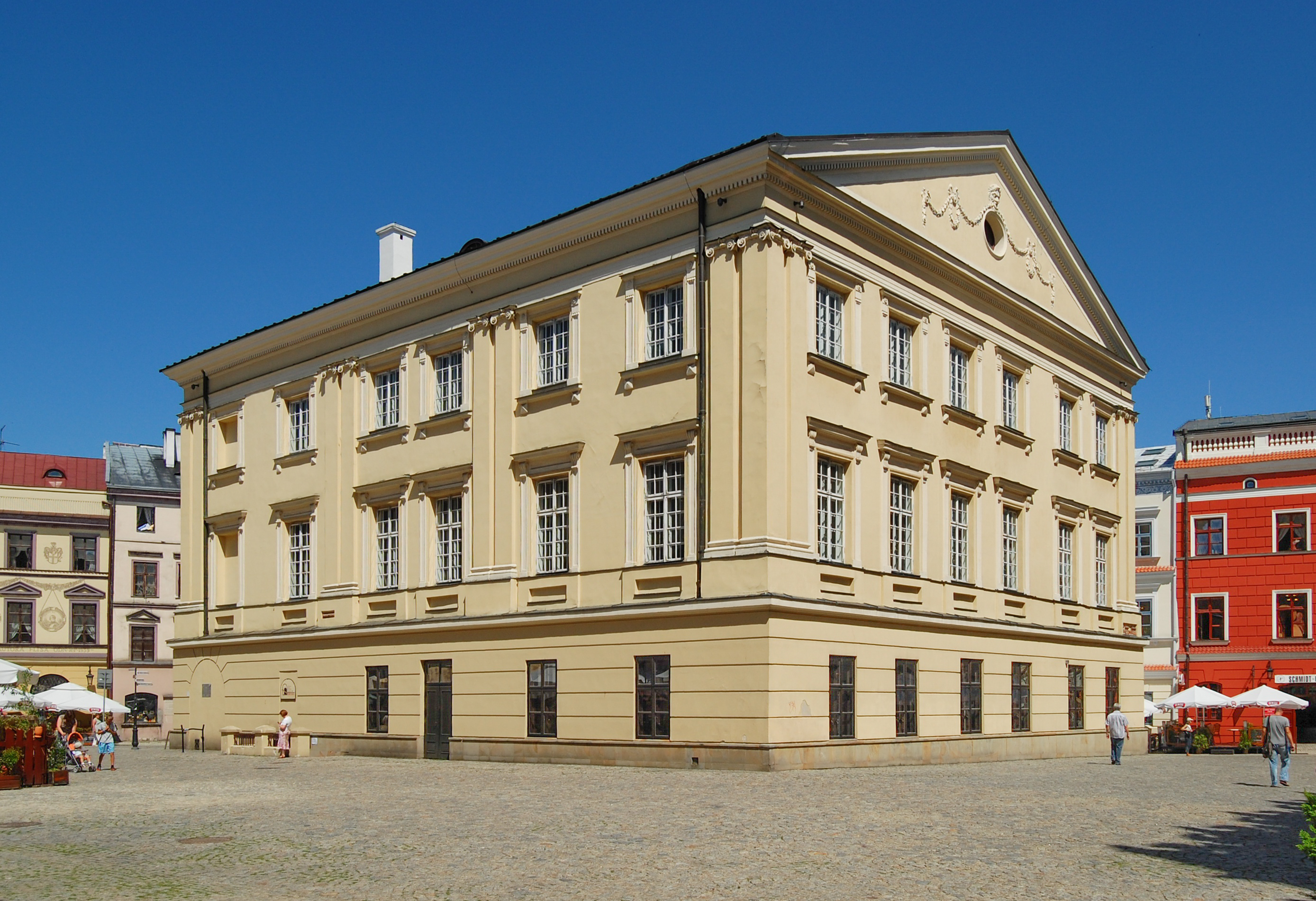
El Tribunal de la Corona de Lublin, el tribunal de apelación más alto de la provincia de la Pequeña Polonia.

Las ubicaciones del Tribunal de la Corona para la provincia de la Pequeña Polonia fueron inicialmente Lublin y Łuck (Lutsk), después de 1590 solo Lublin, después de la Convocatoria Sejm (1764) también Lwów (Lviv), y nuevamente después de 1768 solo Lublin.

## Provincia de Pequeña Polonia
Tras la Unión de Lublin de 1569, las tierras de Rutenia Roja, Volinia, Podolia y Ucrania se añadieron al dominio real (la Corona), uniéndose entonces a la provincia de la Pequeña Polonia. Como resultado, la Pequeña Polonia constaba de once voivodatos, tres ducados y tres tierras.
1. Voivodato de Belz (województwo bełzkie, Bełz (hoy Belz, Ucrania))
2. Voivodato de Bracław (województwo bracławskie, Bracław (Brátslav))
3. Voivodato de Czernihów (województwo czernichowskie, Czernihów (Chernígov))
4. Voivodato de Kiev (województwo kijowskie, Kijów (Kiev))
5. Voivodato de Cracovia (województwo krakowskie, Cracovia), junto con el ducado de Oświęcim, ducado de Zator, y las trece ciudades de Spiš,
6. Voivodato de Lublin (województwo lubelskie, Lublin), junto con la Tierra de Łuków,
7. Voivodato de Podlaquia (województwo podlaskie, Drohiczyn)
8. Voivodato de Podolia (województwo podolskie, Kamieniec Podolski (Kamianets-Podilski))
9. Voivodato de Rutenia (województwo ruskie, Lwów [ Lviv ]), junto con las Tierras de Chełm y Halicz (Hálych),
10. Voivodato de Sandomierz (województwo sandomierskie, Sandomierz)
11. Voivodato de Volinia (województwo wołyńskie, Łuck (Lutsk))
12. Ducado de Siewierz (Księstwo Siewierskie, Siewierz)